# Nils Simonsson (ämbetsman)
Nils Viktor Simonsson, född 19 februari 1919 i Vasa församling i Göteborgs och Bohus län, död 28 januari 2011 i Ljungby församling i Kronobergs län, var en svensk ämbetsman.

## Biografi
Simonsson avlade reservofficersexamen 1942 och utnämndes samma år till fänrik i Skaraborgs pansarregementes reserv, varefter han 1944 utnämndes till löjtnant och 1954 till kapten innan han 1962 lämnade pansartruppernas reserv. Han avlade politices magister-examen vid Lunds universitet 1943. Han var amanuens i Försvarets civilförvaltning 1943–1944, tjänstgjorde vid Riksräkenskapsverket 1944–1947 och var förste byråsekreterare vid Statens lönenämnd 1947–1955. Åren 1955–1968 tjänstgjorde han vid Försvarsdepartementet: som kansliråd och byråchef 1955–1963, som tillförordnad avdelningschef för organisationsärenden 1961–1963, som avdelningschef för organisationsärenden 1963–1965 och som expeditionschef 1965–1968. Simonsson var generaldirektör och chef för Försvarets civilförvaltning 1968–1982.
Simonsson var biträdande sekreterare i 1948 års universitetslönekommitté. Han var därefter sekreterare i bland annat 1949 års reseersättningskommitté, tjänsteförteckningskommittén för riksdagens verk, riksdagsbiblioteksutredningen, 1958 års försvarsledningskommitté och 1960 års försvarsledningsutredning. Han var sekreterare och expert i 1964 års tygförvaltningsutredning samt ledamot av Militära arbetstidsutredningen och Checklönekommittén. Åren 1952–1955 var han sakkunnig i Civildepartementet. Han var vidare utredare angående allmän flygträning 1963, särskild utredare av tillträdesskydd 1982 och utredare av sekretess för landskapsinformation 1987. Han var ledamot av Försvarets personalnämnd 1961–1968 (ordförande 1965–1968), ledamot av Kontraktsdelegationen och ordförande i Stockholms befälsutbildningsförbund 1971–1975 (av vilket han utsågs till hedersledamot 1975). Simonsson var dessutom ledamot av direktionen för Konungens hospital 1968–1982 (ordförande 1975–1982), av styrelsen för Försvarets rationaliseringsinstitut 1971–1982 (vice ordförande 1974–1982) och av styrelsen för Försvarets datacentral 1974–1982.
Simonsson invaldes 1965 som ledamot av Kungliga Krigsvetenskapsakademien.